# David Merkens
David Merkens (* 30. September 1866 in Hedwigenkoog bei Wesselburen, Dithmarschen; † in Thaden, Mittelholstein) war ein deutscher Bauer und Dichter.

## Leben
David Merkens wurde am 30. September 1866 als Sohn eines Hofbesitzers in Hedwigenkoog geboren. Ab seinem zehnten Lebensjahr besuchte er bis zur Obersekundareife die Meldorfer Gelehrtenschule und leistete danach den einjährig-freiwilligen Militärdienst ab. Anschließend erlernte er drei Jahre lang die Landwirtschaft auf dem elterlichen Hof, bevor er in München seine Militärpflicht erfüllte. Die Eltern gaben den Hof in Hedwigenkoog auf und übernahmen von Verwandten einen Hof in Poppenhusen, einem Ortsteil der Gemeinde Norderwöhrden. In Poppenhusen lernte Merkens seine spätere Ehefrau kennen. Mit der Hochzeit im Jahr 1896 – im selben Jahr wurde die Tochter Leni (1896–1987) geboren – übertrugen seine Eltern ihm die selbstständige Bewirtschaftung des Hofes. Bereits als junger Erwachsener hatte Merkens Interesse der Literatur gegolten und er hatte erste Gedichte verfasst; während der Zeit in Poppenhusen ermutigte ihn Adolf Bartels, seine Werke zu veröffentlichen, und 1907 erschien der Gedichtband Aus Dorf und Flur. Im Jahr 1908 verkaufte Merkens den Hof und übersiedelte mit seiner Familie zunächst nach Heide und später nach Husum, wo er sich mit philosophischen und historischen Studien befasste und seine schriftstellerischen Tätigkeiten intensivierte. Neben Gedichten entstanden nun mehrere Dramen. Nach dem Ersten Weltkrieg kehrte Merkens zur Landwirtschaft zurück und erwarb den Quistenhof, einen Geesthof im mittelholsteinischen Thaden. Dort verbrachte er seinen Lebensabend.

## Veröffentlichungen
Gedichtbände
- Aus Dorf und Flur. Gedichte. Max Hansens Verlag, Glückstadt 1907.
- Heimat. Gedichte. E. Piersons Verlag, Dresden und Leipzig 1910.

Dramen
- Meistergeselle
- Triumphator Tod
- Wolf Isebrand
- Sigurd und Sieglinde – Romantisches Königsdrama in fünf Akten. Buchdruckerei Friedrich Petersen, Husum.